# Апаранское водохранилище
Апаранское водохранилище (арм. Ապարանի ջրամբար) — водохранилище в Армении, в Арагацотнской области. Построено в 1962—67 годах на реке Кассах. Площадь 7,9 км² (данные на начало 1990-х). Используется для орошения.
В 2002 году была закончена реконструкция водохранилища, в ходе которой с целью предотвращения наводнений сооружён новый водоспускательный канал, укреплены опорные сооружения плотин, что увеличило объём водоизмещения хранилища с 15 до 30 млн м³. На реконструкцию водохранилища было израсходовано около 1 млн долларов.